# Садретдинова, Динара Рафиковна
Дина́ра Рафиковна Садретди́нова (тат. Dinara Rafik qızı Sadretdinova; 4 июня 1976 в Москве, СССР) — ведущая программы «Мусульмане», актриса, певица.
В настоящее время живёт в Москве.

## Образование
- Российская академия театрального искусства (ГИТИС), 1999г, актриса музыкального театра.
- Московский институт открытого образования, 2004г, лингвокультуроведение.
- ИПК работников телевидения и радиовещания, 2007г, журналистика.
- ИПК работников телевидения и радиовещания, 2008, режиссура телевизионных программ.

## Карьера
- 1999—2001 гг. — ведущая программы «Мир Ислама» на спутниковом телеканале «АСТ-Прометей».
- С 2002 по 2015 г. — бессменная ведущая программы «Мусульмане» на телеканале «Россия».
- Динара Садретдинова работает в программе «Мусульмане» на телеканале «Россия» с 2002 года. В ходе визита Президента России В. Путина в Малайзию и его участии в саммите Россия-Асеан, представляла российских мусульман в этой стране. За время работы на телеканале «Россия» Д. С. была ведущей разнообразных мероприятий, проводившихся в Москве при поддержке Духовного управления мусульман Европейской части России. Таких как: Курбан байрам в Татарском культурном центре, Ураза байрам — в Концертном зале им. П. И. Чайковского, Мавлид ан-Наби, в Концертном зале Измайловский, культурная программа на «Международной выставке Халяль». Динара участвовала в проектах фонда «Марджани», направленных на популяризацию национальной культуры: чтение сказок народов мира в рамках «Недели детской книги» в Российской Государственной детской библиотеке. В марте 2008 года, была почётным гостем и впервые представляла Российское телевидение на «Фестивале документального кино» телеканала «Аль-Джазира» в Катаре. Также Садретдинова Д. Р. неоднократно приглашалась в столицу Татарстана в качестве почётного гостя и ведущей торжественных церемоний «Казанского Международного фестиваля мусульманского кино». Дважды (в 2008,2010 гг.) Д. С. была приглашена в качестве почётного гостя и участвовала в работе Международного форума СМИ «Взаимодействие в общих интересах» в республике Адыгея, В октябре 2010 г. стала гостьей и участвовала в работе Всероссийской женской исламской конференции «Женщина спасёт мир» в Чеченской республике, Также в 2010 г.-вошла в число 6 лучших журналисток Исламского мира и была приглашена на Международную конференцию женщин-журналисток, проходившую в Исламской республике Иран. Там она была удостоена международной премии «Слово Зайнаб».
- С 2017 года ведёт авторскую программу «Динара» на канале Алиф-ТВ.

## Звания
- Заслуженный работник культуры Республики Ингушетия,
- Заслуженная артистка Республики Татарстан,
- Заслуженная артистка Республики Дагестан,
- Заслуженная артистка Карачаево-Черкесии.
- Член Союза журналистов России.

## Награды и премии
- Медаль Совета Муфтиев России «За духовное единение», Указ Совета Муфтиев России № 208-СМ, от 12.02.2007 г. «За большой вклад в дело распространения исламских духовных и культурных традиций, пропаганду и воспитание российских граждан в духе межрелигиозной и межнациональной терпимости, братства и уважения между народами многонациональной России».
- Лауреат международной премии «Слово Зайнаб», вручённой в рамках Первой «Международной конференции женщин-журналисток исламского мира» в Исламской Республике Иран, 28.10.2010 г.
- Благодарность Совета Муфтиев России «За неоценимый вклад в дело развития и сохранения национальной культуры народов Российской Федерации», 09.06.2010 г.
- Благодарность Совета Муфтиев России за участие в Московской Международной выставке халяль — Moscow Halal Expo 2010, 2011 гг.
- Благодарность за участие в программе «Ночь в библиотеке»(чтение сказок народов мира) в рамках «Недели детской книги» в Российской Государственной детской библиотеке, 26 марта 2011 г.
- Благодарность Совета Муфтиев России за большой вклад в дело распространения исламских духовных и культурных традиций, пропаганду и воспитание российских граждан в духе межрелигиозной и межнациональной терпимости, братства и уважения между народами многонациональной России.(5 июня 2012 года).
- Благодарность "Международного центра стандартизации и сертификации «Халяль» СМР (7 июня 2012 г.)